# Nondara
Nondara este o comună din regiunea Savanes, Coasta de Fildeș.